# Posada Nowomiejska
Posada Nowomiejska (ukr. Посада-Новоміська) – wieś w rejonie samborskim (wcześniej w rejonie starosamborskim) obwodu lwowskiego Ukrainy. Wieś liczy około 602 mieszkańców. Leży nad rzeką Wyrwa. Podlega nowomiejskiej silskiej radzie.
Wieś szlachecka Possada Nowomiesczka, własność Krasickich, położona była w 1589 roku w ziemi przemyskiej województwa ruskiego. W 1921 r. liczyła około 1463 mieszkańców. Przed II wojną światową należała do powiatu dobromilskiego w województwie lwowskim.

## Ważniejsze obiekty
- Kościół rzymskokatolicki
- Cerkiew greckokatolicka